# Al-Wakf (Egipt)
Al-Wakf (arab. الوقف) – miasto w Egipcie, w muhafazie Kina. W 2006 roku liczyło 27 525 mieszkańców.